# Karl Wilhelm Winzer

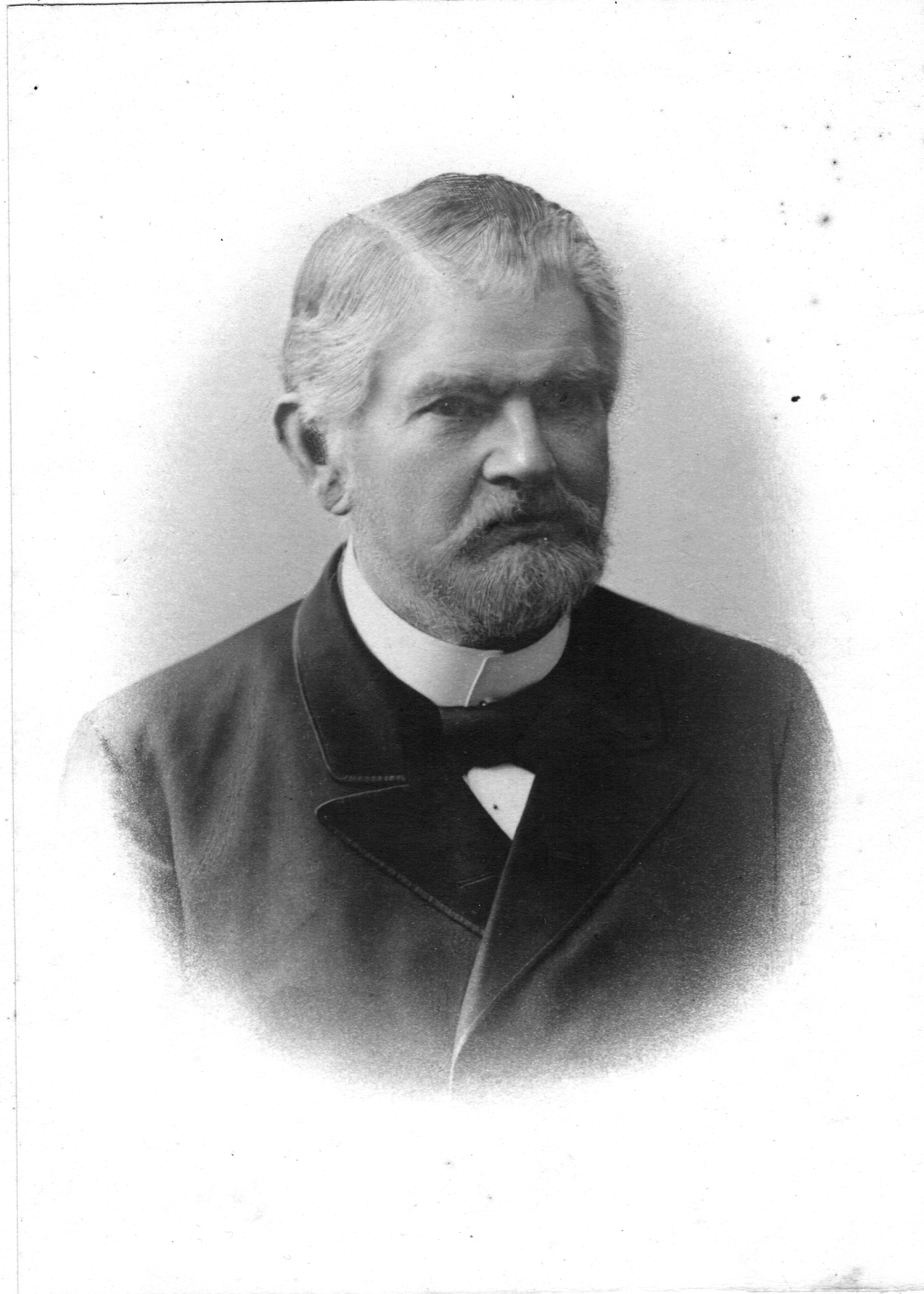
Karl Wilhelm Winzer

Karl Wilhelm (Carl) Winzer (* 2. Dezember 1823 in Enger; † 29. November 1898 in Bielefeld) war ein preußischer Textilunternehmer, der auch einige Jahre in den Vereinigten Staaten gearbeitet hatte.

## Leben
Karl Wilhelm Winzers Eltern waren der Pastor und Superintendent Reinhold Ferdinand Winzer (1797–1865) und Louise Schultze-Rhonhof (1797–1826), eine Tochter des Pastors Wilhelm Ludwig Schultze-Rhonhof (1766–1842). Sein Halbbruder Wilhelm Julius Reinhold Winzer (1834–1919) aus der zweiten Ehe wurde Regierungspräsident in Arnsberg. Nach der Hochzeit 1858 in Herford fuhr das Ehepaar mit einem Passagierschiff (Ocean Liner) nach New York, wo der erste Sohn schon im folgenden Jahr in Brooklyn geboren wurde.
Winzer wurde Teilhaber des Textilunternehmens Winzer & Tailer in Lower Manhattan und übernahm 1867 die Repräsentanz des Unternehmens für den europäischen Markt. Er zog nach Bielefeld, reiste aber weiterhin regelmäßig nach New York.

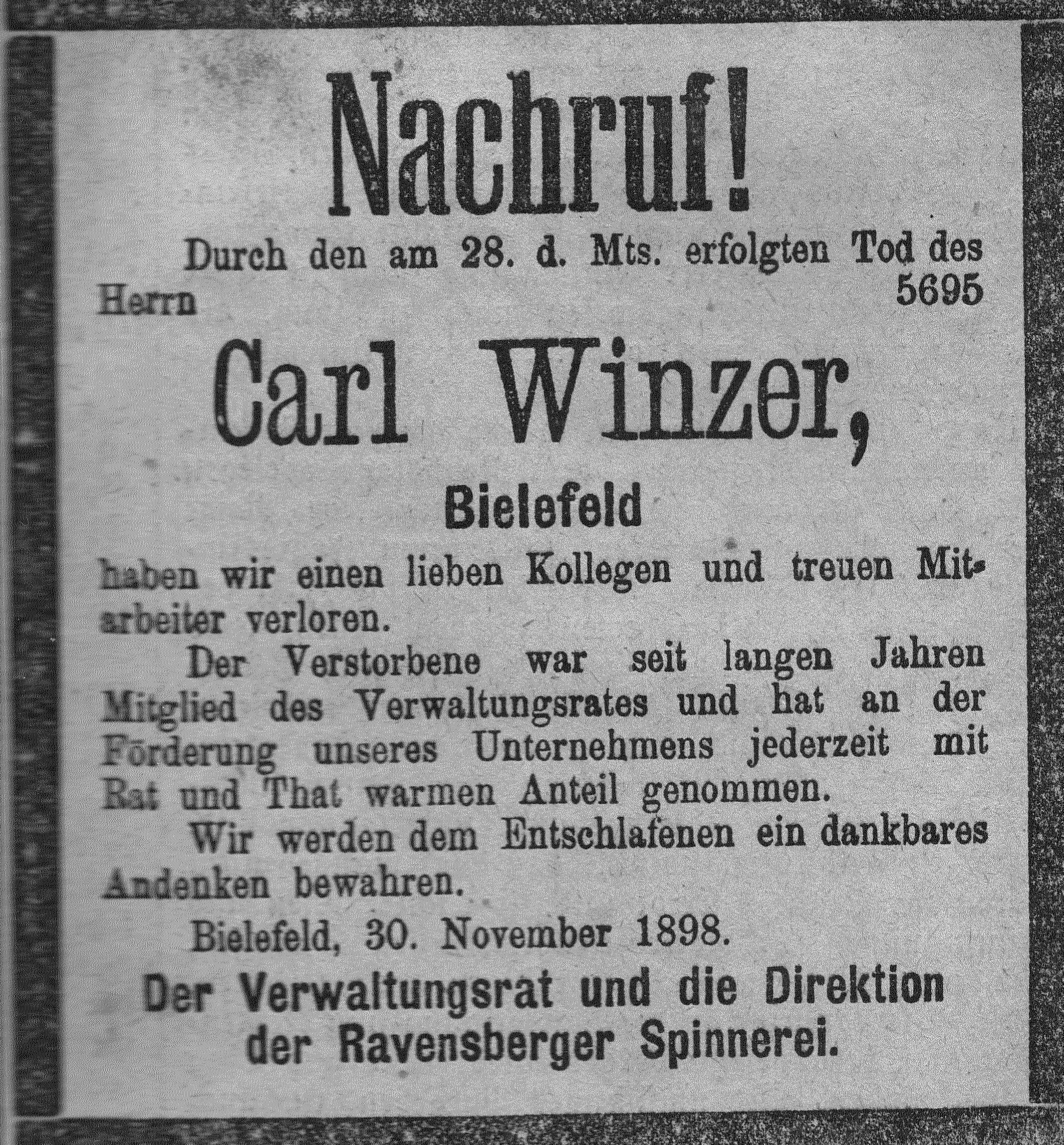
Nachruf der Ravensberger Spinnerei

Winzer war lange Jahre ein Mitglied des Verwaltungsrats der Ravensberger Spinnerei in Bielefeld.

## Winzerscher Garten
Nach der Rückkehr nach Westfalen 1867 ließ Winzer eine Villa unterhalb des Johannisbergs in Bielefeld bauen, die Villa Winzer. Das Haus selbst wurde im Zweiten Weltkrieg 1944 zerstört, doch der Winzersche Garten besteht noch. 1921 verkauften die Erben das Haus und den Garten, 1953 erwarb die Stadt Bielefeld das Gelände.

## Familie
Winzer heiratete am 1. September 1858 in Herford Helene Stallforth (1835–1905), eine Tochter des Fabrikbesitzers Christian Lambert Stallforth (1798–1853). Das Ehepaar hatte neun Kinder:
- Reinhold (1859–1928) – verheiratet ab 1888 mit Margarethe Hösel (1867–??)
- Carl (1860–1943), Generalmajor – verheiratet (I) ab 1890 mit Marie von Stillfried-Rattonitz (1870–1901); (II) ab 1904 mit Else Augustin (1877–1965)
- Louise Julie (1863–??), Zwillinge
- Adele (1863–??) – verheiratet ab 1886 mit Werner Tiemann (1855–1921), Kaufmann in Bremen
- Emma (*/† 1866)
- Helene (1867–1885)
- Rudolf (1870–??) – verheiratet mit Margarethe Kühn (1878–??)
- Alfred (1872–1918), Rittergutsbesitzer – verheiratet ab 1903 mit Ella Michels (1879–??), eine Schwester des Soziologen Robert Michels
- (Tochter) (*/† 1873)

Die ersten fünf Kinder wurden in Brooklyn geboren, die folgenden in Bielefeld.